# 圣苏珊 (阿列日省)
圣苏珊（法語：Sainte-Suzanne，法語發音：[sɛ̃t syzan]）是法国阿列日省的一个市镇，属于圣日龙区。

## 地理
圣苏珊（43°12'37"N, 1°23'12"E）面积10.39 平方千米，位于法国奧克西塔尼大區阿列日省，该省份为法国西南部内陆省份，西部和北部与上加龙省接壤，东临奥德省，东南至东比利牛斯省接壤，南与安道尔和西班牙接壤。
与圣苏珊接壤的市镇（或旧市镇、城区）包括：卡尔拉拜尔、勒福萨、圣伊巴尔、谢于拉、拉图新城、卡南、拉佩雷尔、马萨布拉克。

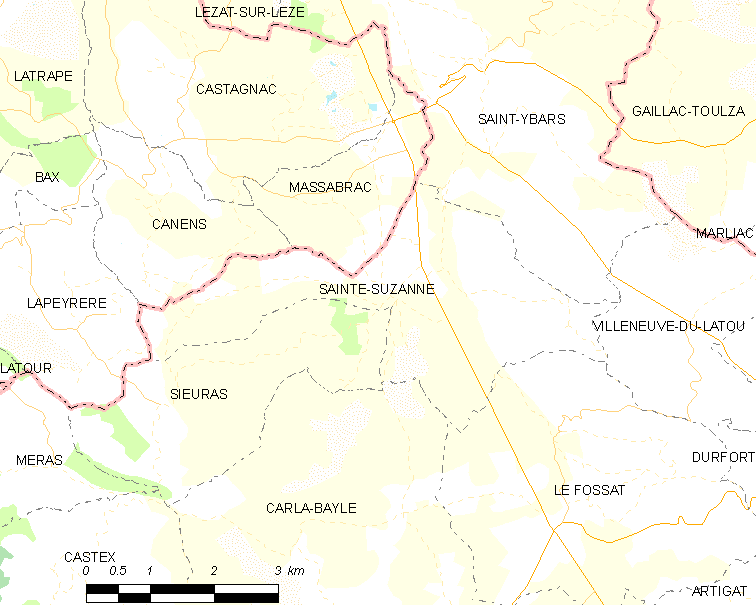
的OSM定位图

圣苏珊的时区为UTC+01:00、UTC+02:00（夏令时）。

## 行政
圣苏珊的邮政编码为09130，INSEE市镇编码为09342。

## 政治
圣苏珊所属的省级选区为阿里兹-莱兹县。

## 人口

1962-2008年间人口变化图示

圣苏珊于2022年1月1日时的人口数量为249人。